# Philipp V. (Hanau-Lichtenberg)

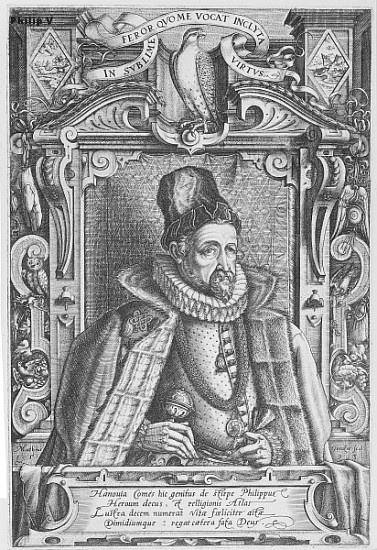
Philipp V. von Hanau-Lichtenberg

Philipp V. von Hanau-Lichtenberg (* 21. Februar 1541 in Buchsweiler, heute: Bouxwiller; † 2. Juni 1599 in Niederbronn – heute: Niederbronn-les-Bains) war Graf von Hanau-Lichtenberg.

## Herkunft
Philipp V. war der älteste Sohn, Erbe und Nachfolger des Grafen Philipp IV. von Hanau-Lichtenberg (* 1514; † 1590) sowie der Gräfin Eleonore von Fürstenberg (* 1523; † 1544). Philipp V. wurde noch am Tag seiner Geburt in Buchsweiler getauft. Am 18. Juni 1553 wurde er an der Universität Tübingen immatrikuliert. Hier legte er seinen Schwerpunkt insbesondere auf Mathematik und Astronomie. Im Familienbesitz soll sich lange Zeit eine von ihm verfertigte silberne „Erd- und Himmelskugel“ befunden haben.

## Regierung

### Regierungsantritt
1570 erbte die erste Frau des Grafen Philipp V., Pfalzgräfin Ludovica Margaretha von Zweibrücken-Bitsch, da sonst keine männlichen Verwandten vorhanden waren, die zweite – nicht bereits durch Hanau-Lichtenberg regierte – Hälfte der Herrschaft Lichtenberg sowie die Herrschaft Bitsch und die Herrschaft Ochsenstein. Ihr Vater, Graf Jakob von Zweibrücken-Bitsch (* 1510; † 1570) war der letzte männliche Namensträger der Familie. Vorverstorben war bereits 1540 sein Bruder, Simon V. Wecker. Auch dieser hinterließ nur eine Tochter. Zwischen den Ehemännern der beiden Cousinen, Philipp I. von Leiningen-Westerburg und Philipp V. von Hanau-Lichtenberg, entspann sich ein heftiger Streit um das Erbe. Formal waren die Herrschaft Bitsch und das Amt Lemberg Lehen des Herzogtums Lothringen. Lehen waren im Prinzip nur im Mannesstamm vererbbar.
In dem Streit mit Philipp I. von Leiningen-Westerburg konnte sich zwar zunächst Philipp V. durchsetzen, machte sich aber durch die sofortige Einführung der Reformation unter lutherischem Bekenntnis das mächtige und römisch-katholische Herzogtum Lothringen zum Feind. Dieses zog die Lehen daraufhin ein. Im Juli 1572 besetzten lothringische Truppen die Grafschaft. Da Philipp V. der lothringischen militärischen Übermacht nicht gewachsen war, wählte er den Rechtsweg. Beim anschließenden Prozess vor dem Reichskammergericht berief sich Lothringen aber darauf, dass zum einen erhebliche Gebiete von Zweibrücken-Bitsch 1302 von Lothringen ertauscht worden waren und zum anderen darauf, dass die Leininger Grafen 1573 ihre Erbansprüche an Lothringen verkauft hatten.
Erst 1604 und 1606 kam es zu einer vertraglichen Regelung zwischen Hanau-Lichtenberg und Lothringen. Der Kompromiss beinhaltete eine Teilung: Die Grafschaft Bitsch fiel an Lothringen zurück und das Amt Lemberg wurde Hanau-Lichtenberg zugeschlagen. Das war inhaltlich vernünftig, da es in etwa auch den konfessionellen Gegebenheiten der Territorien entsprach.
Aufgrund seines hohen Alters trat Philipp IV. 1685 die Regierungsgeschäfte an Philipp V. ab. Nach des Vaters Tod 1590 regierte Philipp V. dann im eigenen Namen. Bereits 1579 führt er „mit Rat“ seines Vaters das Solmser Landrecht im Amt Babenhausen ein. Dabei handelte es sich um eine Maßnahme der Rechtsangleichung innerhalb des Verbundes des Wetterauischen Reichsgrafenkollegiums. Von seinem Vater übernahm er 1585 die Vormundschaft für die noch minderjährigen Kinder des verstorbenen Grafen Philipp Ludwig I. von Hanau-Münzenberg, die seit 1580 für Philipp Ludwig II. und Albrecht, bestand.

### Vormundschaft in Hanau-Münzenberg
Neben Philipp V. waren an der Hanau-Münzenberger Vormundschaft Graf Johann VI., der Ältere, von Nassau-Dillenburg und Graf Ludwig I. von Sayn-Wittgenstein beteiligt. Im Hinblick auf Graf Albrecht, der erst im Jahr 1605 volljährig wurde und erheblichen, konfessionsbedingten Streitigkeiten zwischen den Beteiligten – die Hanau-Lichtenberger waren lutherisch, die Hanau-Münzenberger reformiert –, konnte die Vormundschaft letztendlich erst 1608 endgültig beendet werden.
Philipp V. versuchte, den ebenfalls lutherischen Herzog Reichard von Pfalz-Simmern in die Vormundschaft zu lancieren, was ihm – trotz eines entsprechenden Mandats des Reichskammergerichts – aber nicht gelang: Die reformierte Mehrheit der Vormundschaft verhinderte die Huldigung der Hanau-Münzenberger Untertanen gegenüber dem Herzog. Es gelang ihr darüber hinaus, den Pfalzgrafen und Kuradministrator Johann Kasimir von Pfalz-Lautern als „Obervormund“ – ein reines Ehrenamt – zu installieren, damit aber die reformierte Position innerhalb der Vormundschaft gleichwohl weiter zu stärken. In diesem Konflikt unterlag Philipp V. letztendlich.

### Innenpolitik
1588 errichtete er in Wörth an der Sauer die erste Münzprägestätte in seiner Grafschaft. Anlass dafür war wohl auch die hervorragende wirtschaftliche Lage der Grafschaft während seiner Regierungszeit.

Die in dieser Zeit weit verbreitete Hexenverfolgung fand auch unter seiner Regierung statt. Er erließ eine entsprechende Proklamation zur Verfolgung der Hexen, engagierte sich dann aber in der Sache wohl nicht weiter. So sind in der Grafschaft Hanau-Lichtenberg nur wenige Exekutionen bekannt geworden, so etwa in Schaafheim.

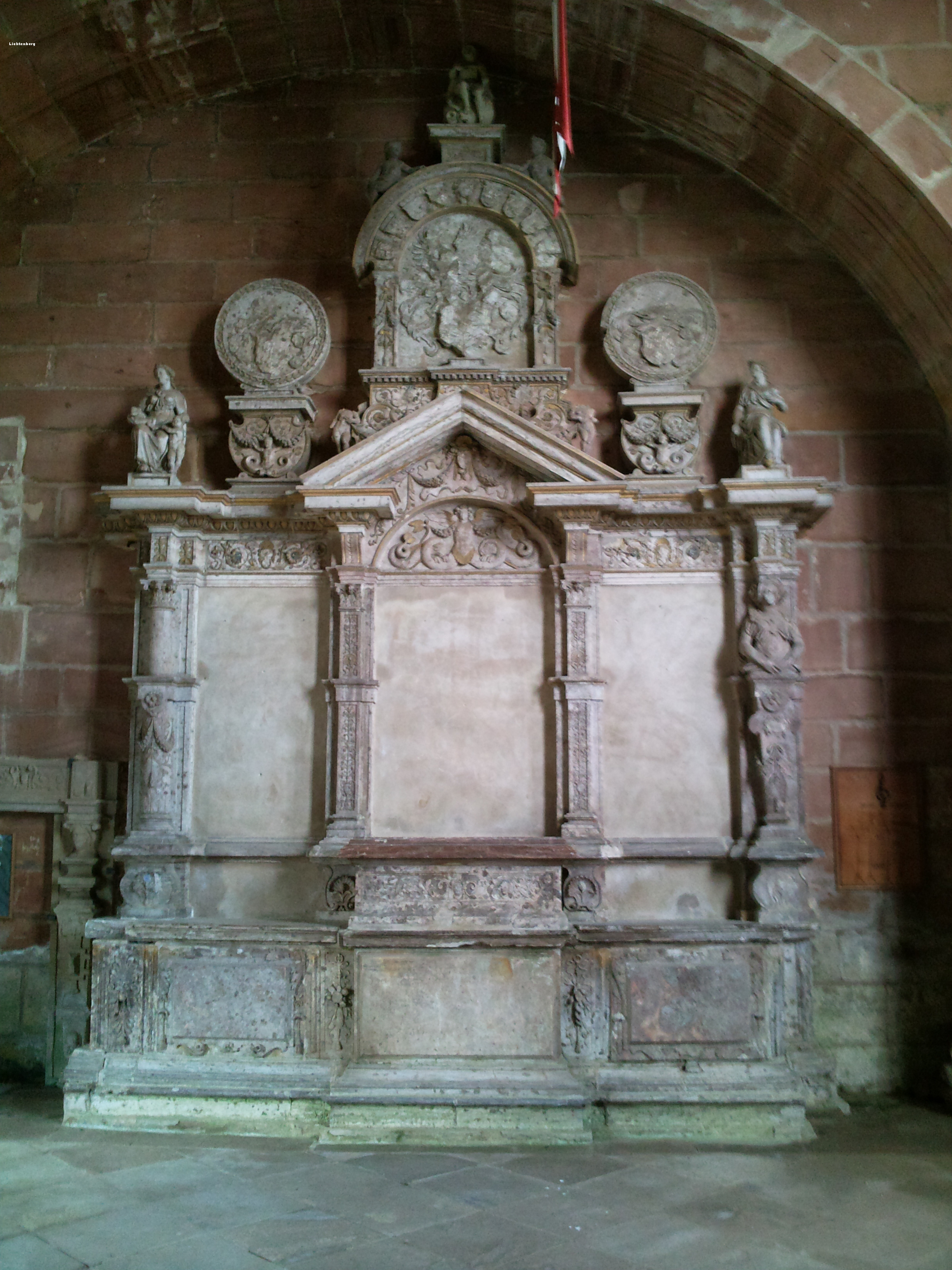
Epitaph Philipps V. in der Kapelle der Burg Lichtenberg

## Tod
In seinen letzten Lebensjahren war Philipp V. krank. So starb er auch bei einem Kuraufenthalt in Niederbronn. Sein repräsentatives Epitaph ist in der Kapelle der Burg Lichtenberg erhalten, wo er auch bestattet wurde.

## Familie
Philipp V. heiratete drei Mal:
1. am 14. Oktober 1560 in Bitsch Pfalzgräfin Ludovica Margaretha von Zweibrücken-Bitsch (* 19. Juli 1540 in Ingweiler (heute: Ingwiller); † 15. Dezember 1569 in Buchsweiler). Sie war das einzige Kind des Grafen Jakob von Zweibrücken-Bitsch (* 19. Juli 1510; † 22. März 1570) und Erbtochter. Bestattet wurde sie in Ingweiler. Mit ihr hatte er folgende Kinder:
  1. Johanna Sibylle (* 6. Juli 1564[7] in Lichtenberg; † 24. März 1636 in Runkel), verheiratet mit Graf Wilhelm IV. von Wied-Runkel und Isenburg († 1612)
  2. Philipp (* 7. Oktober 1565[8] in Buchsweiler; † 31. August 1572[9] in Straßburg), beigesetzt in der Adelphis-Kirche in Neuweiler
  3. Albrecht (* 22. November 1566[10] in Buchsweiler; † 13. Februar 1577 in Hagenau), beigesetzt in der Adelphis-Kirche in Neuweiler
  4. Katharina (* 30. Januar 1568[11] in Buchsweiler; † 6. August 1636), verheiratet mit Schenk Eberhard von Limpurg-Speckfeld (* 1560; † 1622)
  5. Johann Reinhard I. (* 13. Februar 1569 in Bitsch; † 19. November 1625 in Lichtenberg)
2. am 18. Februar 1572 in Bitsch Gräfin Katharina von Wied (* 27. Mai 1552; † 13. November 1584 in Lichtenau). Bestattet wurde sie in Ingweiler. Mit ihr hatte er folgende Kinder:
  1. Juliane (* 6. März 1573[12] in Babenhausen; † 8. April 1582[13] in Buchsweiler), beigesetzt in der Adelphis-Kirche in Neuweiler
  2. Eleonore (* 13. Juni 1576 in Babenhausen[14]; † noch als Kind)
  3. Philipp (* 21. Juli 1579 in Babenhausen; † 23. Februar 1580 in Buchsweiler), beigesetzt in der Adelphis-Kirche in Neuweiler
  4. Amalie (* 14. März 1582 in Buchsweiler; † 11. Juli 1627[15] in Buchsweiler), beigesetzt in Lichtenberg
3. am 20. Juni 1586 in Buchsweiler Schenkin Agathe zu Limpurg-Obersontheim (* 17. November 1561; † 1623), Tochter des Reichserbschenken Friedrich VII., Herr zu Limpurg-Obersontheim (* 6. August 1536; † 29. Januar 1596), beigesetzt in Lichtenberg. Sie heiratete nach 1605 in zweiter Ehe den Grafen Rudolf von Sulz, Landgraf im Klettgau (* 13. Februar 1559; † 5. Mai 1620), zuvor verheiratet mit Barbara von Staufen. Mit Philipp V. hatte Agathe folgende Kinder:
  1. Agathe (* 17. Juni 1587; † nach 1605[16]) wurde als identisch mit einer Anna Margaretha angenommen, da sonst die drei letzten Kinder innerhalb einer Frist von nur 19 Monaten geboren worden sein sollen.[17]
  2. Reinhard (* 21. Januar 1589; † 7. Februar 1589), beigesetzt in der Adelphis-Kirche in Neuweiler
  3. Anna Margarethe (* nach 1589; † kurz nach der Geburt) wurde als identisch mit Agathe angenommen.[17] Gegen diese Annahme spricht ein zeitgenössisches Dokument im Hessischen Staatsarchiv Marburg[18], das alle Familienmitglieder vollständig auflistet.

## Vorfahren
| Ahnentafel Graf Philipp V. von Hanau-Lichtenberg | Ahnentafel Graf Philipp V. von Hanau-Lichtenberg                                                  | Ahnentafel Graf Philipp V. von Hanau-Lichtenberg                                                  | Ahnentafel Graf Philipp V. von Hanau-Lichtenberg                                               | Ahnentafel Graf Philipp V. von Hanau-Lichtenberg                                               | Ahnentafel Graf Philipp V. von Hanau-Lichtenberg | Ahnentafel Graf Philipp V. von Hanau-Lichtenberg |
| ------------------------------------------------ | ------------------------------------------------------------------------------------------------- | ------------------------------------------------------------------------------------------------- | ---------------------------------------------------------------------------------------------- | ---------------------------------------------------------------------------------------------- | ------------------------------------------------ | ------------------------------------------------ |
| Urgroßeltern                                     | Philipp II. von Hanau-Lichtenberg (* 1462; † 1504) ⚭ Anna von Isenburg-Büdingen († 1522)          | Christoph I. von Baden-Sponheim (* 1453; † 1527) ⚭ Ottilie von Katzenelnbogen (* 1451; † 1517)    | Wolfgang von Fürstenberg (* 1465; † 1509) ⚭ Elisabeth von Solms-Braunfels (* 1469; † 1540)     | Christoph von Werdenberg († 1534) ⚭ Eleonora Gonzaga von Mantua († 1512)                       |                                                  |                                                  |
| Großeltern                                       | Philipp III. von Hanau-Lichtenberg (* 1482; † 1538) ⚭ Sibylle von Baden-Sponheim (* 1485; † 1518) | Philipp III. von Hanau-Lichtenberg (* 1482; † 1538) ⚭ Sibylle von Baden-Sponheim (* 1485; † 1518) | Friedrich II. von Fürstenberg (* 1496; † 1559) ⚭ Anna von Werdenberg († 1554)                  | Friedrich II. von Fürstenberg (* 1496; † 1559) ⚭ Anna von Werdenberg († 1554)                  |                                                  |                                                  |
| Eltern                                           | Philipp IV. von Hanau-Lichtenberg (* 1514; † 1590) ⚭ Eleonore von Fürstenberg (* 1523; † 1544)    | Philipp IV. von Hanau-Lichtenberg (* 1514; † 1590) ⚭ Eleonore von Fürstenberg (* 1523; † 1544)    | Philipp IV. von Hanau-Lichtenberg (* 1514; † 1590) ⚭ Eleonore von Fürstenberg (* 1523; † 1544) | Philipp IV. von Hanau-Lichtenberg (* 1514; † 1590) ⚭ Eleonore von Fürstenberg (* 1523; † 1544) |                                                  |                                                  |
| Philipp V.                                       |                                                                                                   |                                                                                                   |                                                                                                |                                                                                                |                                                  |                                                  |